# Island (groupe)
Pour les articles homonymes, voir Island.
Ne doit pas être confondu avec The Islanders.
Island est un groupe formé pour représenter Chypre au Concours Eurovision de la chanson 1981.
C'est la première fois que Chypre est candidat au Concours Eurovision de la chanson avec la chanson Monica. Elle finit à la sixième place avec 69 points.